# Bilimora
Bilimora est une ville d'Inde dans l'État du Gujarat, située sur les rives de la rivière Ambika (en), dans le taluka de Gandevi (en), district de Navsari. La ville est du ressort de la région métropolitaine de Surate (en). En 2011, elle est peuplée de 53 187 habitants.

## Géographie
La ville est établie à environ 50 km au sud de la ville de Surate. et est le point le plus méridional de la région métropolitaine de Surate (en).